# 格林沃爾德 (明尼蘇達州)
格林沃爾德（英語：Greenwald）是一個位於美國明尼蘇達州斯特恩斯縣的城市。

## 歷史
格林沃爾德得名自英語綠色與德語「森林」（wald）的混成詞。格林沃爾德的郵局自1910年營運至今。

## 人口
根據2020年美國人口普查的數據，格林沃爾德的面積為1.85平方千米，皆為陸地。當地共有人口197人，而人口密度為每平方千米106人。